# Wesson
Wesson is een plaats (town) in de Amerikaanse staat Mississippi, en valt bestuurlijk gezien onder Copiah County.

## Demografie
Bij de volkstelling in 2000 werd het aantal inwoners vastgesteld op 1693.
In 2006 is het aantal inwoners door het United States Census Bureau geschat op 1650, een daling van 43 (-2,5%).

## Geografie
Volgens het United States Census Bureau beslaat de plaats een oppervlakte van
6,0 km², geheel bestaande uit land. Wesson ligt op ongeveer 142 m boven zeeniveau.

## Plaatsen in de nabije omgeving
De onderstaande figuur toont nabijgelegen plaatsen in een straal van 32 km rond Wesson.

## Geboren
- Houston Stackhouse (1910-1980), bluesgitarist, mondharmonicaspeler